# Gensler
Gensler er en amerikansk design-, arkitektur- og planlægningsvirksomhed med hovedkvarter i San Francisco, Californien.
I 2022 havde Gensler 5.500 ansatte og en omsætning på 1,785 mia. USD. Anno 2023 havde Gensler kontorer i 53 byer i 17 lande og med projekter i over 100 lande.
Art Gensler etablerede virksomheden i 1965 sammen med sin kone Drue Gensler og deres associerede James Follett.